# فافيرشام وكينت الوسطى (دائرة انتخابية في المملكة المتحدة)
فافيرشام وكينت الوسطى (بالإنجليزية: Faversham and Mid Kent)‏ هي إحدى الدوائر الانتخابية في المملكة المتحدة الممثلة في مجلس العموم في برلمان المملكة المتحدة.
عضو البرلمان الذي يمثلها حالياً هو :Hugh Robertson (Con).